# Херкимер (Њујорк)
Херкимер (енгл. Herkimer) град је у америчкој савезној држави Њујорк.

## Демографија
По попису из 2010. године број становника је 7.743, што је 245 (3,3%) становника више него 2000. године.
| Група             | 2000.         | 2010.         |
| Белци             | 7.151 (95,4%) | 6.967 (90,0%) |
| Афроамериканци    | 92 (1,2%)     | 345 (4,5%)    |
| Азијати           | 93 (1,2%)     | 89 (1,1%)     |
| Хиспаноамериканци | 103 (1,4%)    | 259 (3,3%)    |
| Укупно            | 7.498         | 7.743         |